# Condado de Beadle
O Condado de Beadle é um dos 66 condados do Estado americano da Dakota do Sul. A sede do condado é Huron, e sua maior cidade é Huron. O condado possui uma área de 5 km² (dos quais 16 km² estão cobertos por água), uma população de 17 023 habitantes, e uma densidade populacional de 3 276 hab/km² (segundo o censo nacional de 2000). O condado foi fundado em 1879.